# Estación San Francisco Solano
La estación San Francisco Solano, antes Parada km 46,139, es un apeadero ubicado en la ciudad homónima, en el partido de Quilmes, provincia de Buenos Aires, Argentina. Sus vías se encuentran en la actualidad tapadas con tierra y cemento y es utilizada como cabecera de uno de los ramales de la Línea 148 de colectivos.

## Transporte público
- Línea 257 Ramales Pasco - Monteverde
- Línea 263
- Línea 266
- Línea 293
- Línea 354 Ramal B: Estación San Francisco Solano - Estación Lanús
- Línea 514
- Línea 585
- Linea 148
- Linea 384 Ramal único
- Linea 505 Ramales 3, 4, 5
- Linea 239 Ramal W
- Linea 323 Ramal C

## Historia
La parada km 46,139 del ferrocarril provincial, o más bien llamada San Francisco Solano, se creó para achicar la distancia entre las estaciones Monte Chingolo y Gobernador Monteverde. Ubicada en el partido de Quilmes, fue originalmente denominada Parada km 46,139  y contaba con una sola vía hasta que se le agregó la segunda en los años cuarenta, durante ésa década se cambió su nomenclatura por San Francisco Solano, y se ubica en el límite sudoeste del partido de Quilmes, con el tiempo fue nucleando a su alrededor un pueblo que terminaría por convertirse en una ciudad muy importante de la zona sur.

## Servicios
Pertenecía al Ferrocarril Provincial de Buenos Aires como parada intermedia en el ramal entre Avellaneda y La Plata. No opera trenes de pasajeros desde 1977.
Actualmente el cuadro de la estación es ocupado dos veces por semana por una feria donde se venden artículos que van desde ropa y comestibles hasta artículos de dudosa procedencia, en muchos casos ilícita. 